# Louis Ier (roi de Bavière)
Pour les articles homonymes, voir Louis Ier et Louis de Bavière.
 (juillet 2020).
Si vous disposez d'ouvrages ou d'articles de référence ou si vous connaissez des sites web de qualité traitant du thème abordé ici, merci de compléter l'article en donnant les références utiles à sa vérifiabilité et en les liant à la section « Notes et références ».
Louis Charles Auguste de Wittelsbach (en allemand : Ludwig Karl August von Wittelsbach), né le 25 août 1786 à Strasbourg et mort le 29 février 1868 à Nice, est de 1825 à 1848 le deuxième roi de Bavière sous le nom de Louis Ier. Il est le fils aîné de Maximilien Ier de Bavière et de son épouse Wilhelmine de Hesse-Darmstadt.
Roi constitutionnel et populaire, il fut épris d'architecture, des femmes, et ouvert au progrès industriel, mais il échoua, comme beaucoup de souverains européens, à conserver son trône au moment du printemps des peuples.

## Biographie

### Origines et jeunesse
Fils de Maximilien de Palatinat-Deux-Ponts, alors officier au service de la France, et de Wilhelmine de Hesse-Darmstadt, Louis est le neveu de Charles II Auguste, duc de Deux-Ponts qui a été chassé de ses États par la France révolutionnaire. Le duc Charles-Auguste est lui-même l'héritier de l'électeur Charles-Théodore de Bavière.
Louis naît à Strasbourg le 25 août 1786, jour de la Saint Louis. Il a pour parrain le roi de France Louis XVI dont il porte le prénom. Très jeune, il acquiert un goût pour les arts et effectue de nombreux voyages en Italie. En 1796, sa mère décède et son père se remarie avec la princesse Caroline de Bade, jeune femme d'une grande beauté et d'une grande dignité.

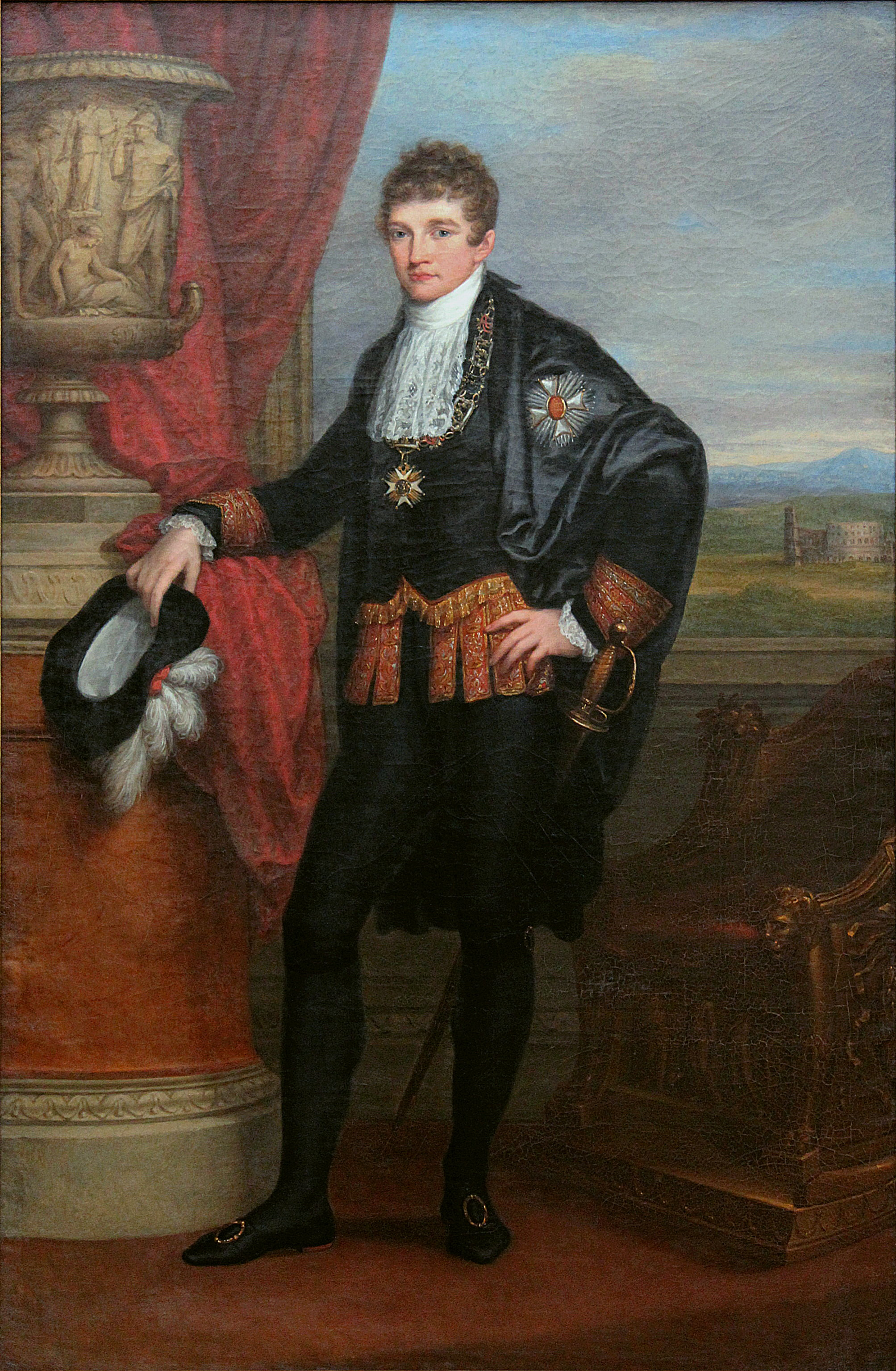
Portrait de Louis, prince héritier de Bavière par Angelica Kauffmann (1807).

Peu auparavant, la mort de son oncle, Charles II Auguste de Palatinat-Deux-Ponts, avait fait de son père l'héritier de l'électeur de Bavière Charles-Théodore auquel il succède en 1799. Le nouvel électeur comprend que ses intérêts sont de s'allier à la France révolutionnaire puis impériale. Il reçoit des mains de Napoléon Ier la couronne royale en 1805. Le mariage de la princesse Augusta, sœur cadette de Louis, avec le prince impérial Eugène, fils adoptif de l'empereur des Français, est le gage de cette alliance.
Le prince Louis prend part aux guerres de l'Empire, d'abord dans les troupes de Napoléon, avant de se ranger en 1813 du côté de la coalition anti-française, à la suite du changement de politique de son père.
Conformément aux accords passés avec les alliés, le congrès de Vienne conserve au souverain bavarois son titre royal mais celui-ci doit rendre à l'Autriche le Tyrol et le Vorarlberg. En outre, afin de réconcilier les deux monarchies, il est convenu que l'archiduc François-Charles, héritier putatif de l'empire d'Autriche, épouse la duchesse Sophie de Bavière, sœur cadette de Louis. La Bavière intègre la nouvelle Confédération germanique.

### Mariage et famille
Dans les années suivant le congrès, les princesses bavaroises épousent divers princes souverains allemands ou étrangers et accèdent aux trônes d'Autriche, de Prusse, de Saxe, de Hesse, de Hohenzollern-Hechingen, de Suède, du Portugal et du Brésil.

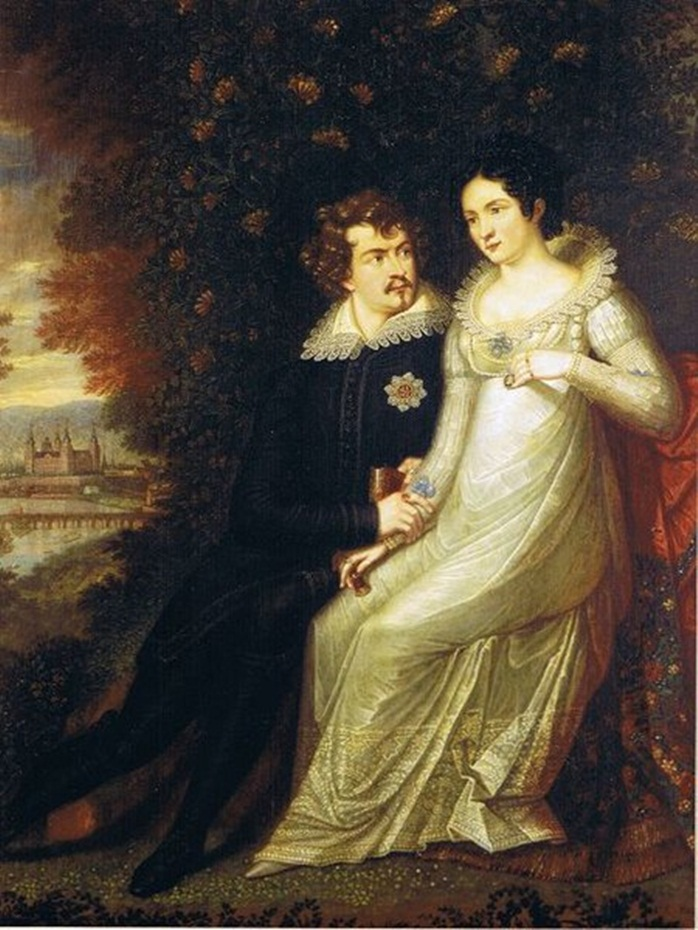
Le prince royal Louis et la princesse royale Thérèse (1818).

Le prince Louis épouse le 12 octobre 1810 Thérèse de Saxe-Hildburghausen, son père ne désirant pas le mésallier avec une « napoléonide » comme l'avait fait le prince héritier de Bade. Les festivités à l'occasion de ses noces sont à l'origine de la première Oktoberfest à Munich.
Neuf enfants sont issus de cette union :
- Maximilien (1811-1864), qui lui succède, marié en 1842 à Marie de Prusse et père des rois Louis II et Othon Ier ;
- Mathilde de Bavière (1813-1862), mariée en 1833 à Louis III, grand-duc de Hesse et du Rhin (1808-1877) ;
- Othon (1815 – 1867), roi de Grèce de 1832 à 1862, marié en 1836 à Amélie d'Oldenbourg ;
- Théodelinde Charlotte Louise (7 octobre 1816 – 12 avril 1817) ;
- Luitpold (1821-1912), marié en 1844 à Auguste-Ferdinande de Habsbourg-Toscane et père du roi Louis III ;
- Aldegonde (1823-1914), mariée en 1842 à François V, duc de Modène ;
- Hildegarde (1825-1864), mariée en 1844 à l'archiduc Albert d'Autriche ;
- Alexandra (1826-1875), morte célibataire et sans enfants ;
- Adalbert (1828-1875), prince héritier de Grèce, marié en 1856 à Amélie d'Espagne.

### Le règne (1825-1848)
Louis Ier accède au pouvoir, conformément à la constitution bavaroise (de), à la mort de son père en 1825 et poursuit la politique de mécénat commencée alors qu'il n'était que prince héritier. Ambitionnant de faire de sa capitale l’« Athènes du Nord », le règne de Louis Ier de Bavière s’inscrit dans le cadre d’un « néoclassicisme munichois », politique de défense et d’illustration du sentiment patriotique bavarois, puisant ses racines dans deux périodes idéalisées, l’Antiquité grecque et latine, et le Moyen Âge.

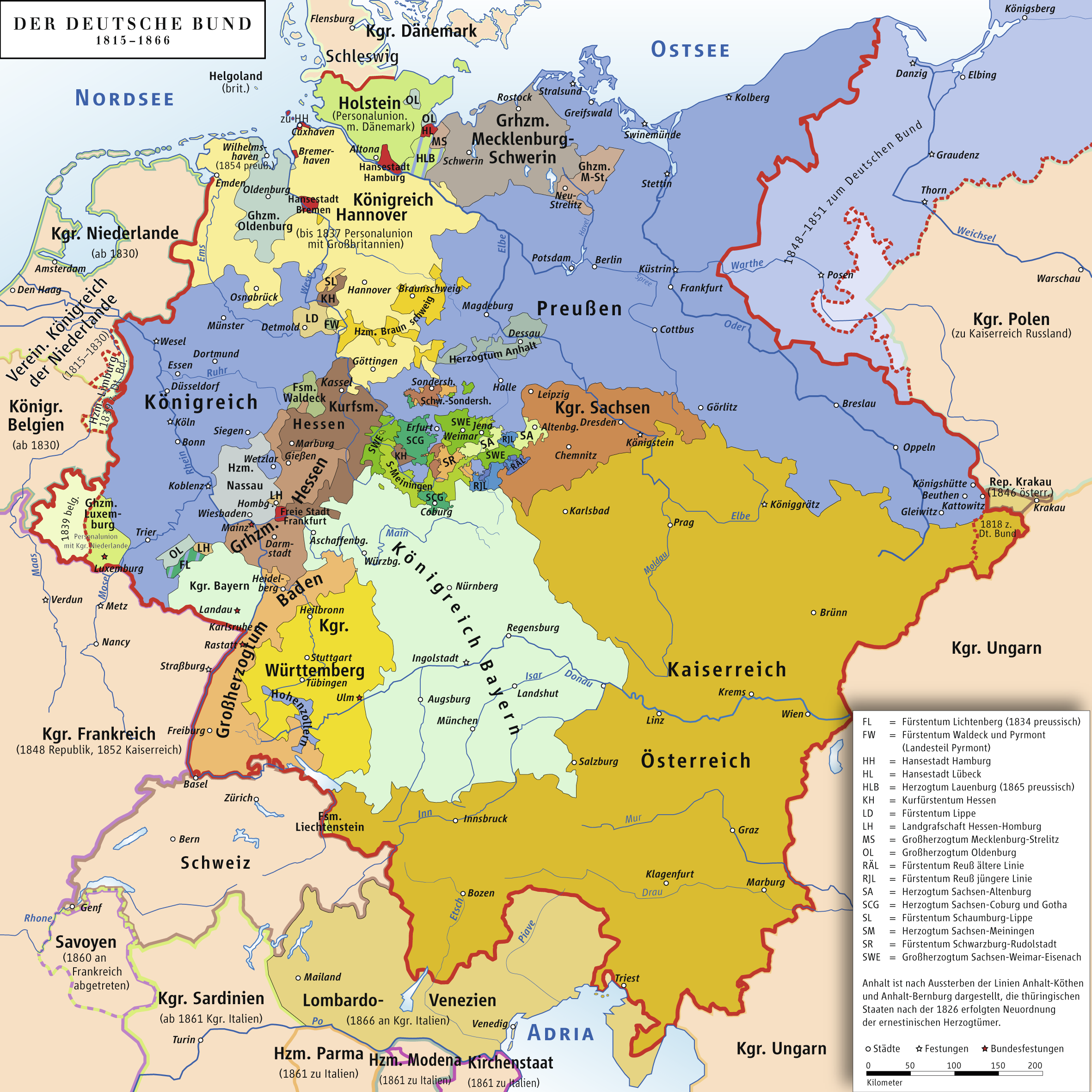
Le royaume de Bavière au sein de la Confédération germanique.

Admirateur de Goethe, il acquiert les œuvres que celui-ci a particulièrement appréciées au palais Bevilacqua de Vérone, ainsi que la Tête de Méduse du marquis Rondanini, décrite avec enthousiasme par Goethe dans Voyage en Italie. Il achète aussi les sculptures du temple d'Aphaïa à Égine, découvertes peu de temps auparavant. Il réussit également à acheter le Faune Barberini lors de la dispersion des collections Barberini.
Il constitue la Galerie des Beautés, demandant au peintre de cour Joseph Karl Stieler de portraiturer les plus jolies de ses contemporaines présentes ou de passage à Munich, sans distinction de classe sociale ou de rang : les portraits de sa sœur l'archiduchesse Sophie, mère de l'empereur François-Joseph Ier et de sa fille la duchesse Alexandra de Bavière côtoient ceux de Charlotte von Hagn, comédienne, d'Hélène Sedlmayer, fille de cordonnier, et de Lola Montez, danseuse et aventurière.
Pour abriter ses collections, notamment de sculptures antiques grecques et romaines, il fait bâtir à Munich la Glyptothèque, le Staatliche Antikensammlungen ainsi que l'Alte et la Neue Pinakothek. Il passe commande de l’église Saint Louis à Munich, qui abrite les fresques les plus grandes du monde et s’inscrivant dans un registre de peinture historique « catholico-romantique ».
Il transfère également à Munich l'université de Bavière, alors située à Landshut. Munich devient ainsi le plus brillant et le plus important centre artistique et universitaire allemand.
Dès 1825, il commande la construction du mémorial du Walhalla, qui sera inauguré en 1842.
Il demande à Friedrich von Gärtner de bâtir entre 1842 et 1849 le Pompeianum à Aschaffenbourg (une ville au nord-ouest de la Bavière), inspirée par la villa pompéienne des Dioscures (Castor et Pollux).
Avec le Moyen-Âge en tête, il entreprend d’initier la restauration de cathédrales, en l’occurrence celle de Bamberg (travaux entre 1828 et 1844) et de manière encore plus manifeste celle de Ratisbonne (entre 1835 et 1839), se concentrant plutôt sur les intérieurs et visant à retrouver un état d’origine empreint « de simplicité, de dignité et de majesté »,.

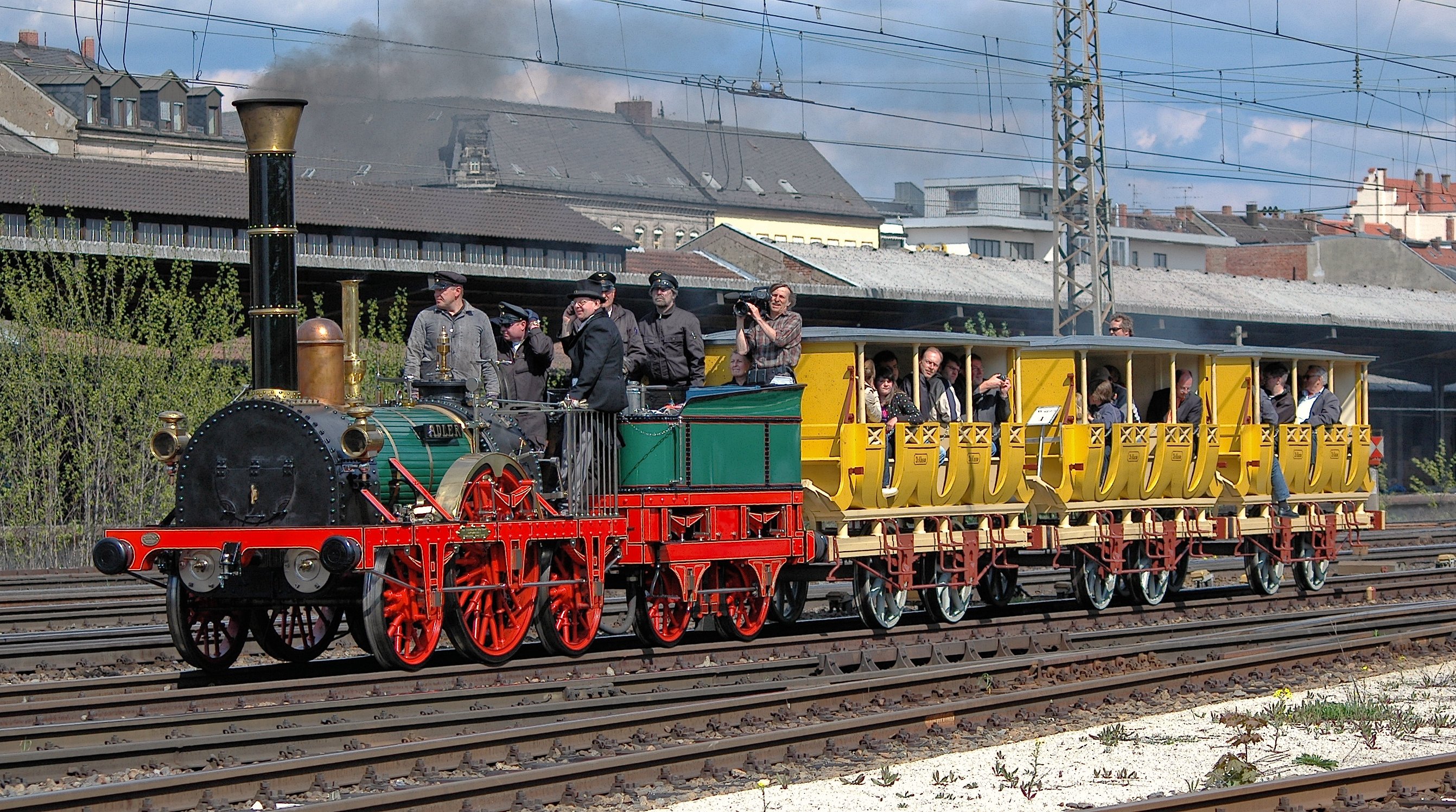
Le premier train bavarois (reconstitution en 2008).

Sur le plan politique, il connaît une succession de ministres-présidents : d'abord Friedrich Karl von Thürheim, puis en 1828, Joseph Ludwig von Armansperg, suivi en 1832 par Friedrich August von Gise.
Gérant sa maison, il se sépare d'un fidèle conseiller, le comte Maximilian von Montgelas, ancien ministre-président, francophile, passionné, et confie l'éducation de ses enfants au professeur Friedrich Thiersch et soutient l'indépendance de la Grèce. Son second fils, Othon, devient roi des Hellènes en 1832. Pour le soutenir, un conseil de régence, composé essentiellement de Bavarois, est constitué. Cependant, le jeune roi refusera d'abandonner le catholicisme pour l'orthodoxie. Il épousera en 1836 une princesse allemande mais son mariage restera stérile.
À la suite de la révolution de Juillet 1830 en France, il est favorable à des mesures répressives, mais elles coûteront à Armansperg son départ.
Il devient un soutien enthousiaste du développement du chemin de fer. En 1834, le chemin de fer bavarois Ludwig relie pour la première fois Nuremberg à Fürth. En 1844 est créée la Première Société Royale des chemins de fer royaux bavarois.
Louis Ier parvient à faire aboutir un projet initialement attribué à Charlemagne, à savoir un canal reliant le Rhin au Danube : le Ludwigskanal, ou canal (du roi) Ludwig, mesurant 170 kilomètres, est ouvert à la navigation en 1846. De trop petit gabarit et en partie détruit après la seconde guerre mondiale, il est abandonné à l’exception de quelques parties à titre patrimonial.

### Un souverain devenu impopulaire
Louis Ier est accorde toute sa confiance à la reine Thérèse sur le plan politique mais la maintient dans une étroite dépendance financière. La reine, bien qu'elle ait conservé la religion protestante, est appréciée pour sa charité et la dignité dont elle fait preuve face à ses déboires conjugaux. En effet, le roi affiche ses maîtresses, comme la comtesse Marianna Bacinetti en 1831, ou en 1847, vieillissant, la danseuse hispano-irlandaise Lola Montez qu'il anoblit en lui conférant le titre de « comtesse de Landsfeld », provoquant un scandale retentissant.

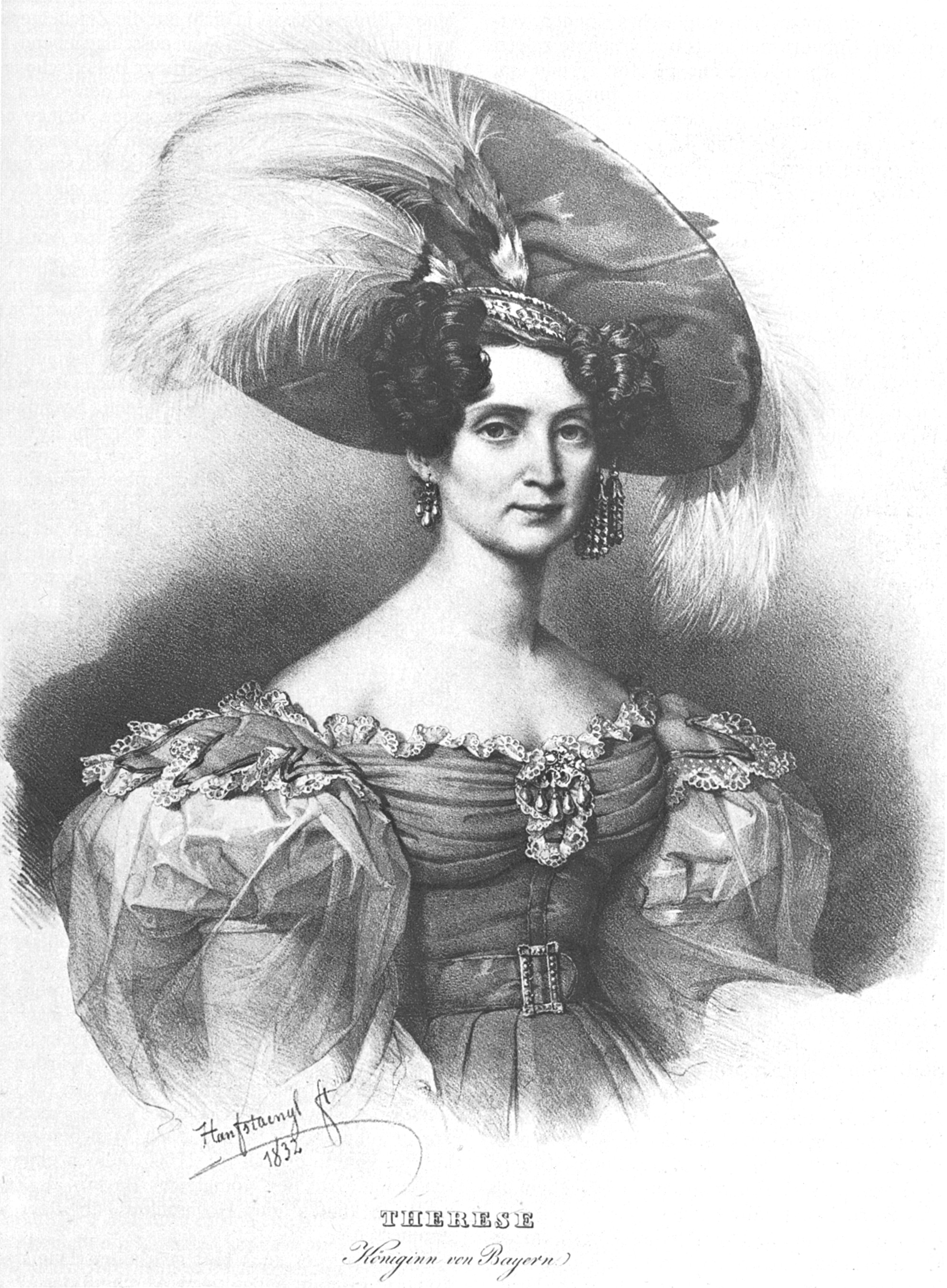
La reine Thérèse de Bavière (1832).

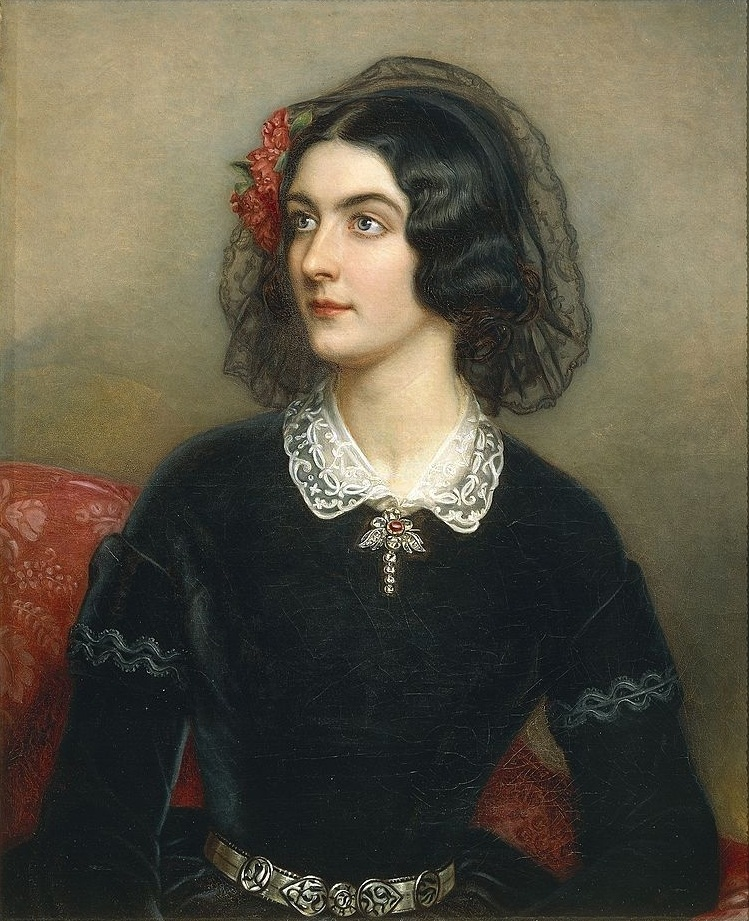
La comtesse de Landsfeld en 1847.

Son impopularité s'accroît avec cette dernière et tapageuse liaison.
L'année 1846-1847 voit se succéder à partir de juin, trois ministres-président : Otto de Bray-Steinburg, Georg Ludwig von Maurer puis Ludwig von Oettingen-Wallerstein, lequel démissionne le 11 mars 1848, au moment où l'Europe connaît le printemps des peuples. Remplacé par Klemens von Waldkirch, celui-ci négocie le départ du roi. Le 20 mars 1848, Louis est contraint d'abdiquer en faveur de son fils aîné, Maximilien.
Jean des Cars, dans la biographie de son célèbre petit-fils Louis II, indique que jusqu'à cette crise, Louis Ier était « le souverain un peu original mais très attachant que les Bavarois aimaient bien ».
Tandis que l'aventureuse comtesse fuit aux États-Unis, le roi survit vingt ans à sa déchéance.

### Le survivant
En 1854, la reine Thérèse meurt à Munich, pleurée par l'ex-roi qui ne tarit pas d'éloges sur la défunte, la décrivant comme l'exemple des épouses. La nièce des ex-souverains, Élisabeth dite "Sissi", épouse l'empereur d'Autriche François-Joseph (qui est aussi un de leurs neveux).
Cette union brillante est suivie par le mariage de la sœur de l'impératrice, Marie Sophie de Bavière, avec le roi François II des Deux-Siciles. Confrontée à l'invasion des Chemises rouges de Garibaldi, la souveraine de dix-neuf ans fera preuve d'une mâle énergie avant de trouver refuge dans les États du pape Pie IX.
En 1862, le roi Othon Ier de Grèce, moins hellénophile que son père, est déchu et remplacé par Georges Ier, un prince danois qui a le soutien de l'Empire britannique et de la Russie. Il se réfugie en Bavière.
En 1864, le roi déchu perd son fils aîné et successeur, Maximilien II. Son petit-fils, le célèbre et tourmenté Louis II de Bavière, devient roi à dix-neuf ans et son neveu Maximilien d'Autriche est élu empereur du Mexique.
En 1866, Louis II prend le parti de l'Autriche contre la Prusse mais est vaincu. La Confédération germanique est dissoute ; la Prusse prend la tête d'une confédération d'Allemagne du Nord mais signe des traités de défense mutuelle avec les États du sud dont la Bavière. L'Autriche est exclue du monde germanique.

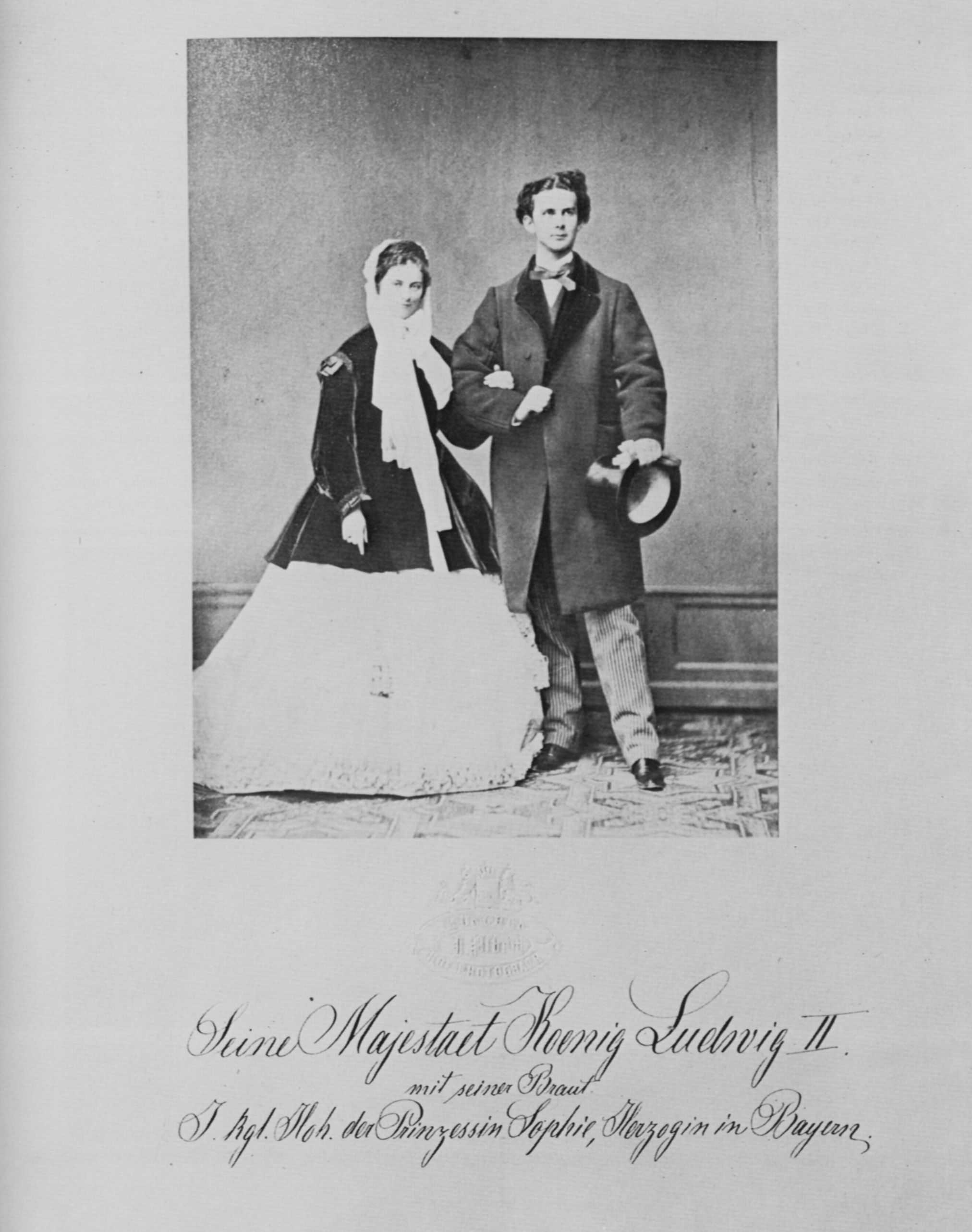
La photographie officielle des fiançailles royales de Louis II (1867).

1867 est une année maudite pour les Maisons de Wittelsbach et de Habsbourg-Lorraine, au regard de laquelle la mort avant son père de l'ex-roi des Hellènes apparaît comme un simple fait divers : commencée sous d'heureux auspices par les fiançailles du roi Louis II avec sa cousine Sophie-Charlotte en Bavière, l'année se termine lamentablement par la rupture de cette idylle de conte de fées. Entre-temps, les épreuves frapperont durement les deux Maisons souveraines catholiques : l'empereur du Mexique, vaincu par ses opposants, est exécuté sommairement. L'impératrice Charlotte devient folle. Maximilien de Tour et Taxis prince héritier de Tour et Taxis, neveu par alliance de l'ex-roi, meurt de maladie à trente-cinq ans, laissant la gestion de son immense fortune à la princesse née Hélène en Bavière, sa veuve éplorée qui vient de donner le jour à leur quatrième enfant. La princesse Sophie de Saxe, jeune épouse du duc Charles-Théodore en Bavière, meurt de maladie à vingt-et-un ans. Le jeune veuf renonce à sa carrière dans l'armée bavaroise et, au grand dam de sa famille, entame des études de médecine.

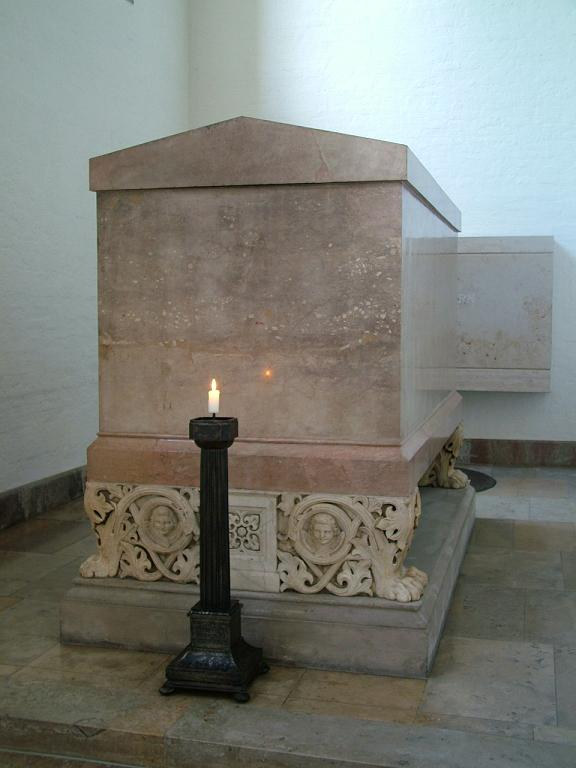
Tombeau de Louis Ier à l'abbaye Saint-Boniface de Munich.

L'ex-roi Louis Ier mourut en France à quatre-vingt-un ans au début de l'année 1868, dans une villa de Nice sur la côte d'Azur. Il fut inhumé dans l'abbaye Saint-Boniface à Munich. Son cœur est prélevé du corps pour être inhumé dans une urne située dans un monument de la Chapelle de la Grâce à Altötting.